# Tōgō (Aichi)
Tōgō (東郷町 Tōgō-chō?) es un pueblo localizado en la prefectura de Aichi, Japón. En octubre de 2019 tenía una población estimada de 44.109 habitantes y una densidad de población de 2.446 personas por km². Su área total es de 18,03 km².

## Geografía

### Localidades circundantes
- Prefectura de Aichi
  - Kariya
  - Miyoshi
  - Nagoya
  - Nisshin
  - Toyoake

## Demografía
Según los datos del censo japonés, esta es la población de Tōgō en los últimos años.
| 1995   | 2000   | 2005   | 2010   | 2015   |
| ------ | ------ | ------ | ------ | ------ |
| 32.172 | 36.878 | 39.384 | 41.851 | 42.858 |